# Espace dual
Pour les articles homonymes, voir Dualité (mathématiques) et Dualité.
En mathématiques, l'espace dual d'un espace vectoriel E est l'espace des formes linéaires sur E.
La structure d'un espace et celle de son dual sont très liées. La fin de cet article présente quelques résultats sur les liens entre espace dual et hyperplans, ce qui permet une compréhension « géométrique » de certaines propriétés des formes linéaires.
Le dual topologique est une variante très souvent considérée en analyse fonctionnelle, lorsque l'espace vectoriel est muni d'une structure additionnelle d'espace vectoriel topologique. 

## Définitions
Soient (K, +, ×) un corps commutatif et E un K-espace vectoriel.
On appelle forme linéaire sur E toute application linéaire de E vers K, c'est-à-dire toute application ϕ : E → K telle que 
{\displaystyle \forall (x,y)\in E^{2},\ \forall \lambda \in K,\ \phi (\lambda x+y)=\lambda \phi (x)+\phi (y).}
L'ensemble L(E, K) des formes linéaires sur E est un K-espace vectoriel, appelé l'espace dual de E et noté E*.
Le crochet de dualité (aussi appelé appariement dual canonique) est la forme bilinéaire non dégénérée
{\displaystyle \langle ~,\rangle :E^{*}\times E\to K,\quad (\phi ,x)\mapsto \langle \phi ,x\rangle :=\phi (x).}
Un plongement d'un espace vectoriel dans un autre est une application linéaire injective.

### Exemple: cas d'un espace préhilbertien
Si l'espace vectoriel E est un espace préhilbertien réel, c'est-à-dire muni d'un produit scalaire (∙|∙), cette donnée supplémentaire permet de définir un plongement naturel de E dans E* : l'application φ qui à chaque vecteur x de E associe la forme linéaire φ(x) : E → R, y ↦ (y|x). Ainsi, E est isomorphe au sous-espace φ(E) de E*.

## Bases

### Cas général
Soit (ei)i∈I une base (éventuellement infinie) de E. Alors, la famille de formes linéaires (ei*)i∈I définie par :
ou encore
est une famille libre de E*, donc l'unique application linéaire de E dans E* qui envoie (pour tout i) ei sur ei* est un plongement.
Il n'est pas canonique, car il dépend du choix d'une base.
Par ailleurs, quand la dimension de E est infinie, elle est strictement inférieure à celle de E* (d'après le théorème d'Erdős-Kaplansky), c'est-à-dire qu'aucune application linéaire de E dans E* n'est surjective.

### Dimension finie
Si l'espace E est de dimension finie n alors, au contraire, le plongement du paragraphe précédent devient un isomorphisme de E dans E*.
Théorème de la base duale — Soit (e1, ...,en) une base de E. Alors la famille (e1*, ...,en*) est une base de E*, appelée base duale. En particulier, on a :
Par exemple, les polynômes de Lagrange ℓ0, ℓ1, …, ℓn associés à n + 1 scalaires distincts x0, x1, …, xn forment une base de l'espace vectoriel des polynômes de degré inférieur ou égal à n. La base duale est formée des n + 1 fonctions d'évaluation : ℓi*(P) = P(xi).

## Annulateur
- Si A est une partie de E, on définit l'annulateur A° de A dans E* comme le sous-espace des formes qui s'annulent sur A (donc aussi sur le sous-espace Vect(A) engendré par A) :

{\displaystyle A^{\circ }=\{\phi \in E^{*}\mid \forall x\in A,\ \langle \phi ,x\rangle =0\}.}
A° est naturellement isomorphe au dual de l'espace vectoriel quotient E/Vect(A).
- Si B est une partie de E*, on définit l'annulateur °B de B dans E comme le sous-espace des vecteurs annulés par B :

{\displaystyle ^{\circ }B=\{x\in E\mid \forall \phi \in B,\langle \phi ,x\rangle =0\}}.
Autrement dit : °B est l'intersection des noyaux des éléments de B.
Avec les notations ci-dessus, °(A°) est égal à Vect(A), tandis (°B)° contient Vect(B) ; il lui est égal dès que B est finie.
Dans le cas particulier d'un espace euclidien,
de dimension finie, l'application φ définie dans le paragraphe
« Exemple : cas d'un espace préhilbertien » ci-dessus est un isomorphisme de E sur E*.
Modulo cet isomorphisme, on retrouve alors l'orthogonalité définie par le produit scalaire ; pour cette raison, l’annulateur de A est parfois appelé orthogonal de A.

## Représentation des sous-espaces
Une application importante de l'étude de l'espace dual est la représentation d'un sous-espace vectoriel comme intersection d'hyperplans.
Soient E un espace vectoriel et F un sous-espace. Pour toute base B de l'espace F° des formes s'annulant sur F, le sous-espace F = °(F°) = °(Vect(B)) = °B est l'intersection des noyaux des éléments de B, c'est-à-dire que pour tout vecteur x de E,
{\displaystyle x\in F\Leftrightarrow (\forall \phi \in B,\phi (x)=0).}
F est de codimension finie q si et seulement si B contient exactement q formes ϕ1, … , ϕq, et l'on peut alors représenter F par q équations linéaires indépendantes :
{\displaystyle x\in F\Leftrightarrow \left(\phi _{1}(x)=0~{\text{et}}~\phi _{2}(x)=0~{\text{et}}~\ldots ~{\text{et}}~\phi _{q}(x)=0\right).}
Réciproquement, soit B un ensemble fini de formes linéaires indépendantes. Alors, en notant F = °B l'intersection de leurs noyaux, B est une base de (°B)° = F°.
Ce théorème généralise les résultats élémentaires connus en dimension 2 ou 3 sur la représentation de droites ou de plans par des équations. En particulier, dans un espace vectoriel de dimension 3, l'intersection de deux plans indépendants est une droite.
Nota Bene : il ne faut pas confondre la notion de droite ou de plan dans un espace affine (qui correspond à l'intuition géométrique) et celle, utilisée ici, de droite vectorielle ou de plan vectoriel. On appelle droite vectorielle un sous-espace de dimension 1, et plan vectoriel un sous-espace de dimension 2.

## Transposition
Si E et F sont deux espaces vectoriels sur K et u ∈  L(E,F) une application linéaire, l'application transposée de u, notée tu, est l'application de F* dans E* donnée par
L'application tu est linéaire pour tout u, et l'application u ↦ tu est linéaire.
Si E, F et G sont trois espaces vectoriels, on a
Dans le langage des catégories, cela signifie que l'opération qui associe à un espace vectoriel
son dual est un foncteur contravariant.

### Exemple élémentaire
Si E = Km et F = Kn, alors L(E,F) = Mn,m(K) et on retrouve la transposition des matrices.

## Bidual
On définit une application linéaire i de E dans (E*)* par la formule
Autrement dit, i(x) est la forme linéaire sur E* qui à toute forme linéaire ϕ sur E associe ϕ(x).
Contrairement aux plongements de E dans E*, l'application i est naturelle, car elle dépend de la seule donnée de E.
Elle est par ailleurs injective, c'est-à-dire que pour tout vecteur non nul x de E il existe une
forme linéaire ϕ telle que {\displaystyle \langle \phi ,x\rangle \not =0} (car x se complète en une base (ei)i∈I, et ⟨ei*, ei⟩ = 1).
Si E est de dimension finie, i est donc un isomorphisme (tandis que si E est de dimension infinie, il n'existe aucune surjection linéaire de E dans E**).
Dans le cas des espaces vectoriels topologiques, la situation est sensiblement différente (voir l'article Dual topologique).

## Cas d'un corps de base non commutatif
Sur un corps non commutatif, il faut distinguer les espaces vectoriels à gauche, si l'action du groupe multiplicatif K* est une action à gauche,
et les espaces vectoriels à droite si cette action est une action à droite.
Le dual d'un espace vectoriel à gauche est un espace vectoriel à droite et vice-versa.
Soient en effet E un espace vectoriel à gauche sur K, u ∈ L(E,K) et λ ∈ K. On définit u.λ par la formule
C'est bien une application linéaire car, pour tout vecteur x dans E et tous scalaires λ et μ dans K, on a
Ce qui précède est encore valide si l'on remplace « corps » par « anneau » et « espace vectoriel » par « module ».
Il faut remarquer au passage que si K est un corps non commutatif et si E et F sont des K-espaces vectoriels de dimension au moins 2, L(E,F) n'est plus un espace vectoriel, mais seulement un groupe abélien. De même, si K est un anneau non commutatif et si E et F sont des K-modules non isomorphes à K, L(E,F) est seulement muni d'une structure de groupe abélien.